# Wehrshausen (Marburg)
Wehrshausen ist ein Stadtteil der Universitätsstadt Marburg an der Lahn im mittelhessischen Landkreis Marburg-Biedenkopf. Zu Wehrshausen gehören die Neuhöfe (mit dem 1. Deutschen Polizeioldtimer-Museum) etwa 1 km südlich und die Dammühle etwa 1 km südwestlich des Ortskerns.

## Geografische Lage
Wehrshausen liegt rund 3 km westlich der Kernstadt von Marburg am westlichen Hang des Marburger Rückens in waldreicher Umgebung. Unmittelbar östlich des Ortes verlief auf dem Höhenrücken die Weinstraße (Wagenstraße) als mittelalterliche Handelsstraße.
Etwa am höchsten Punkt der Gemarkung auf der Wehrshäuser Höhe steht ein markanter rot-weiß-gestreifter BOS-Funkmast, der von Teilen Marburgs aus sichtbar ist. Von den nahegelegenen Wanderwegen, die dem Verlauf der Weinstraße folgen, hat man einen guten Blick über Marburg.

## Geschichte

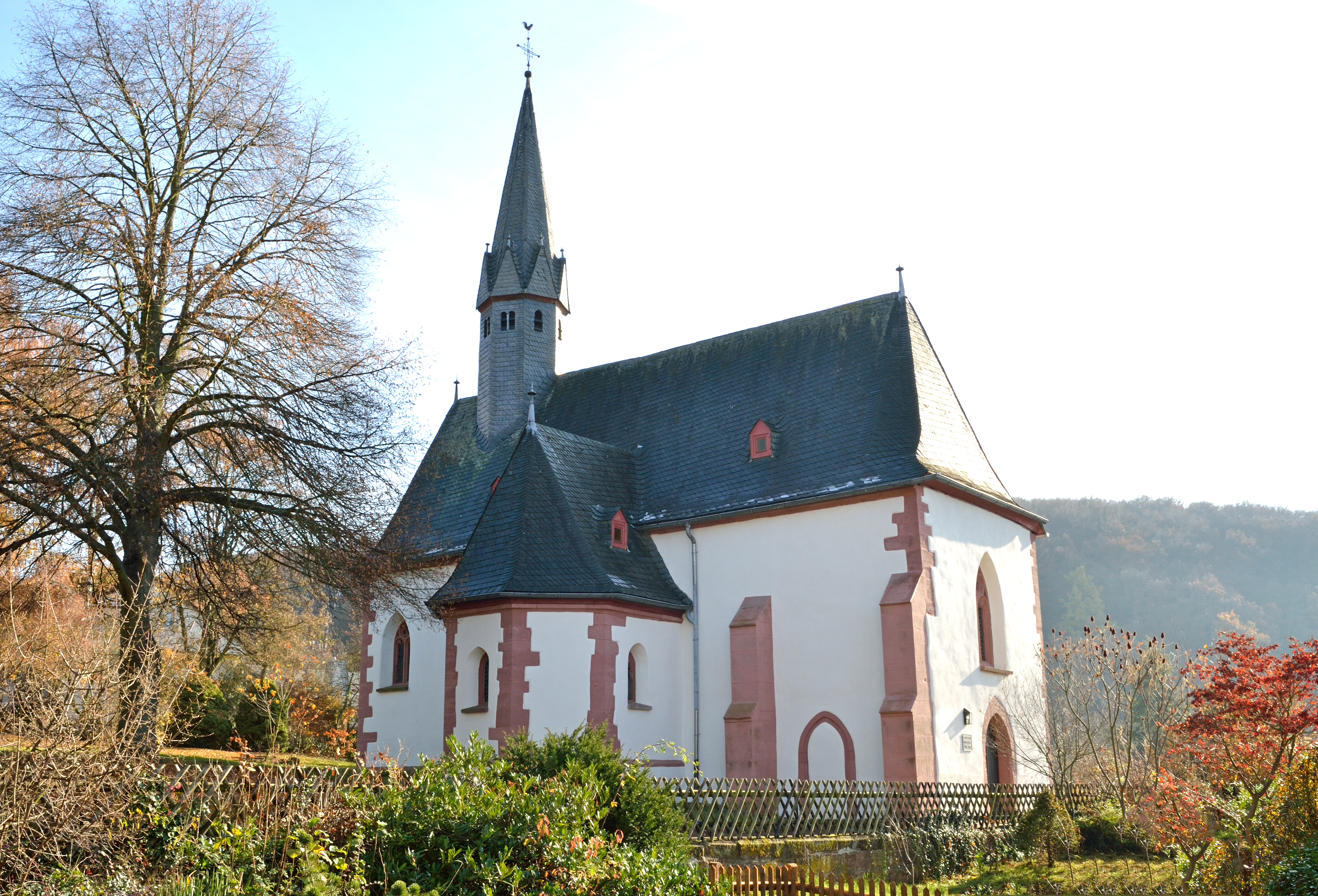
Marienkirche

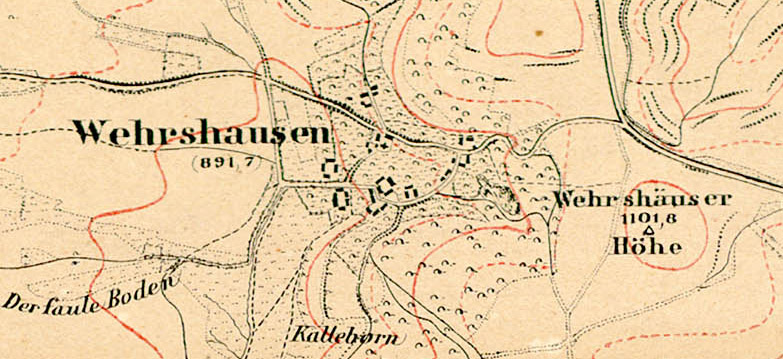
Topografische Karte 1857

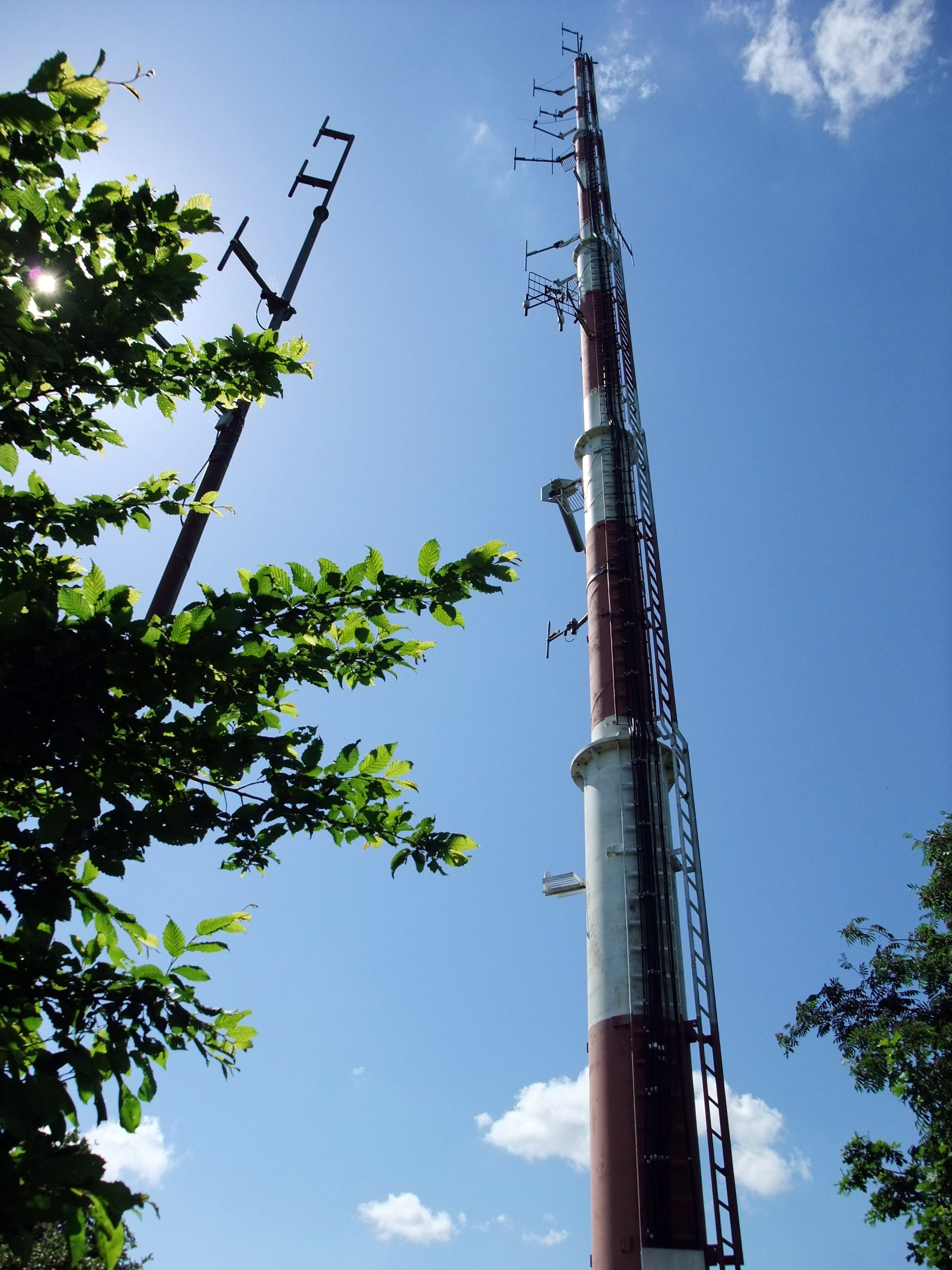
BOS-Funkmast

### Ortsgeschichte
Die älteste bekannte schriftliche Erwähnung von Wehrshausen erfolgte unter den Namen Werstorf und Wersdorff im Jahr 1254 im Urkundenbuch der Deutschordensballei Hessen. im Jahr 1339 stiftete der Ritter Werner Döring eine Kapelle, an deren Stelle im Jahr 1475 die heutige Kirche neugebaut wurde. Von 1330 an bis zur Einführung der Reformation in der Landgrafschaft Hessen ab 1526 war Wehrshausen Marien-Wallfahrtsort.
Hessische Gebietsreform (1970–1977)
Im Zuge der Gebietsreform in Hessen beschloss 1972 der Gemeinderat der bis dahin selbständige Gemeinde Wehrshausen den Anschluss an Marburg, der am 1. Juli 1974 kraft Landesgesetz erfolgte. Für den so entstandenen Stadtteil Wehrshausen wurde ein Ortsbezirk eingerichtet.

### Verwaltungsgeschichte im Überblick
Die folgende Liste zeigt die Staaten und Verwaltungseinheiten, denen Wehrshausen angehört(e):
- vor 1567: Heiliges Römisches Reich, Landgrafschaft Hessen, Gericht Kaldern (Gericht Kalden bestand aus den Orten: Kaldern, Kernbach, Dagobertshauſen, Michelbach, Brüngershausen und Wehrshausen, sowie die Hälfte von Dilschhausen)[8]
- ab 1567: Heiliges Römisches Reich, Landgrafschaft Hessen-Marburg, Amt Marburg[9]
- 1604–1648: Heiliges Römisches Reich, strittig zwischen Landgrafschaft Hessen-Darmstadt und Landgrafschaft Hessen-Kassel (Hessenkrieg), Gericht Kaldern
- ab 1648: Heiliges Römisches Reich, Landgrafschaft Hessen-Kassel, Gericht Kaldern
- ab 1787: Landgrafschaft Hessen-Kassel, Gericht Kaldern[10]
- ab 1806: Landgrafschaft Hessen-Kassel, Gericht Kaldern
- 1807–1813: Königreich Westphalen,[Anm. 2] Departement der Werra, Distrikt Marburg, Kanton Kaldern
- ab 1815: Kurfürstentum Hessen,[Anm. 3] Amt Kaldern und Reitzberg[11]
- ab 1821: Kurfürstentum Hessen, Provinz Oberhessen, Kreis Marburg[12][Anm. 4]
- ab 1848: Kurfürstentum Hessen, Bezirk Marburg
- ab 1851: Kurfürstentum Hessen, Provinz Oberhessen, Kreis Marburg
- ab 1867: Königreich Preußen,[Anm. 5] Provinz Hessen-Nassau, Regierungsbezirk Kassel, Kreis Marburg
- ab 1871: Deutsches Reich, Königreich Preußen, Provinz Hessen-Nassau, Regierungsbezirk Kassel, Kreis Marburg
- ab 1918: Deutsches Reich (Weimarer Republik), Freistaat Preußen, Provinz Hessen-Nassau, Regierungsbezirk Kassel, Kreis Marburg
- ab 1944: Deutsches Reich, Freistaat Preußen, Provinz Kurhessen, Landkreis Marburg
- ab 1945: Amerikanische Besatzungszone,[Anm. 6] Groß-Hessen, Regierungsbezirk Kassel, Landkreis Marburg
- ab 1946: Amerikanische Besatzungszone, Hessen, Regierungsbezirk Kassel, Landkreis Marburg
- ab 1949: Bundesrepublik Deutschland, Hessen, Regierungsbezirk Kassel, Landkreis Marburg
- ab 1974: Bundesrepublik Deutschland, Hessen, Regierungsbezirk Kassel, Landkreis Marburg-Biedenkopf, Stadt Marburg[Anm. 7]
- ab 1981: Bundesrepublik Deutschland, Hessen, Regierungsbezirk Gießen, Landkreis Marburg-Biedenkopf, Stadt Marburg

### Gerichte seit 1821
Mit Edikt vom 29. Juni 1821 wurden in Kurhessen Verwaltung und Justiz getrennt. Der Kreis Marburg wurde für die Verwaltung eingerichtet und das Landgericht Marburg war als Gericht in erster Instanz für Wehrshausen zuständig. 1850 wurde das Landgericht in Justizamt Marburg umbenannt. Nach der Annexion Kurhessens durch Preußen 1866 erfolgte am 1. September 1867 die Umbenennung des bisherigen Justizamtes in Amtsgericht Marburg. Auch mit dem Inkrafttreten des Gerichtsverfassungsgesetzes von 1879 blieb das Amtsgericht unter seinem Namen bestehen.

## Bevölkerung

### Einwohnerstruktur 2011
Nach den Erhebungen des Zensus 2011 lebten am Stichtag dem 9. Mai 2011 in Wehrshausen 669 Einwohner. Darunter waren 27 (4,0 %) Ausländer.
Nach dem Lebensalter waren 114 Einwohner unter 18 Jahren, 255 zwischen 18 und 49, 153 zwischen 50 und 64 und 147 Einwohner waren älter. Die Einwohner lebten in 306 Haushalten. Davon waren 102 Singlehaushalte, 87 Paare ohne Kinder und 78 Paare mit Kindern, sowie 27 Alleinerziehende und 12 Wohngemeinschaften. In 66 Haushalten lebten ausschließlich Senioren und in 198 Haushaltungen leben keine Senioren.

### Einwohnerentwicklung
| Quelle: Historisches Ortslexikon | |
| • 1577:                          | 7 Hausgesesse                                                                                           |
| • 1630:                          | 14 Hausgesesse (3 Ackerleute, 1 Einläuftiger).                                                          |
| • 1681:                          | 6 hausgesessene Mannschaften                                                                            |
| • 1747:                          | 11 Feuerstellen, 80 Einwohner.                                                                          |
| • 1838:                          | 163 Einwohner (Familien: 10 nutzungsberechtigte, 11 nicht nutzungsberechtigte Ortsbürger, 3 Beisassen). |

| Wehrshausen: Einwohnerzahlen von 1747 bis 2019 | Wehrshausen: Einwohnerzahlen von 1747 bis 2019 | Wehrshausen: Einwohnerzahlen von 1747 bis 2019 | Wehrshausen: Einwohnerzahlen von 1747 bis 2019 | Wehrshausen: Einwohnerzahlen von 1747 bis 2019 |
| --- | ---------------------------------------------- | ---------------------------------------------- | ---------------------------------------------- | ---------------------------------------------- |
| Jahr |                                                |                                                |                                                | Einwohner                                      |
| 1747 | 1747                                           |                                                | 80                                             | 80                                             |
| 1800 | 1800                                           |                                                | ?                                              | ?                                              |
| 1834 | 1834                                           |                                                | 160                                            | 160                                            |
| 1840 | 1840                                           |                                                | 171                                            | 171                                            |
| 1846 | 1846                                           |                                                | 177                                            | 177                                            |
| 1852 | 1852                                           |                                                | 194                                            | 194                                            |
| 1858 | 1858                                           |                                                | 192                                            | 192                                            |
| 1864 | 1864                                           |                                                | 201                                            | 201                                            |
| 1871 | 1871                                           |                                                | 212                                            | 212                                            |
| 1875 | 1875                                           |                                                | 211                                            | 211                                            |
| 1885 | 1885                                           |                                                | 172                                            | 172                                            |
| 1895 | 1895                                           |                                                | 185                                            | 185                                            |
| 1905 | 1905                                           |                                                | 191                                            | 191                                            |
| 1910 | 1910                                           |                                                | 176                                            | 176                                            |
| 1925 | 1925                                           |                                                | 206                                            | 206                                            |
| 1939 | 1939                                           |                                                | 330                                            | 330                                            |
| 1946 | 1946                                           |                                                | 384                                            | 384                                            |
| 1950 | 1950                                           |                                                | 394                                            | 394                                            |
| 1956 | 1956                                           |                                                | 328                                            | 328                                            |
| 1961 | 1961                                           |                                                | 450                                            | 450                                            |
| 1967 | 1967                                           |                                                | 830                                            | 830                                            |
| 1977 | 1977                                           |                                                | ?                                              | ?                                              |
| 1987 | 1987                                           |                                                | 667                                            | 667                                            |
| 1991 | 1991                                           |                                                | 852                                            | 852                                            |
| 1995 | 1995                                           |                                                | 784                                            | 784                                            |
| 2000 | 2000                                           |                                                | 786                                            | 786                                            |
| 2005 | 2005                                           |                                                | 748                                            | 748                                            |
| 2010 | 2010                                           |                                                | 697                                            | 697                                            |
| 2011 | 2011                                           |                                                | 669                                            | 669                                            |
| 2015 | 2015                                           |                                                | 650                                            | 650                                            |
| 2019 | 2019                                           |                                                | 678                                            | 678                                            |
| Datenquelle: Historisches Gemeindeverzeichnis für Hessen: Die Bevölkerung der Gemeinden 1834 bis 1967. Wiesbaden: Hessisches Statistisches Landesamt, 1968. Weitere Quellen: LAGIS; Stadt Marburg:1987–1998, 1999–2003, 2005–2010,2011–2015, 2019:; Zensus 2011 |                                                |                                                |                                                |                                                |

### Historische Religionszugehörigkeit
| Quelle: Historisches Ortslexikon |                                                                                |
| • 1861:                          | 198 evangelisch-lutherische Einwohner                                          |
| • 1885:                          | 161 evangelische (= 93,60 %), kein katholischer, 11 andere Christen (= 6,40 %) |
| • 1961:                          | 382 evangelische (= 84,89 %), 56 katholische (= 12,44 %) Einwohner             |
| • 1987:                          | 439 evangelische (= 65,8 %), 100 katholische (= 15,0 %) Einwohner              |

### Erwerbstätigkeit
| Quelle: Historisches Ortslexikon | |
| • 1747:                          | Erwerbspersonen: drei Schmiede, zwei Schneider, ein Wagner, zwei Leineweber, ein Müller, ein Wirt, einer Strick- und Nähen, zwei Tagelöhner. |
| • 1838:                          | Familien: 15 Ackerbau, 4 Gewerbe, 5 Tagelöhner.                                                                                              |
| • 1961:                          | Erwerbspersonen: 63 Land- und Forstwirtschaft, 35 Produzierendes Gewerbe, 19 Handel und Verkehr, 76 Dienstleistungen und Sonstiges.          |

## Politik

### Ortsbeirat
- LDW: 5

- LDW = Liste Dorfgemeinschaft Wehrshausen

Für den Stadtteil Wehrshausen besteht ein Ortsbezirk mit Ortsbeirat und Ortsvorsteher nach der Hessischen Gemeindeordnung. Er umfasst das Gebiet der ehemaligen Gemeinde Wehrshausen. Für die Sitzverteilung siehe die nebenstehende Grafik. Zum Ortsvorsteher wählte der Ortsbeirat Andreas Bergmann.

## Kultur und Sehenswürdigkeiten

### Partnerschaft
Mit dem Dorf Wehrshausen bei Schenklengsfeld im Landkreis Hersfeld-Rotenburg, ebenfalls in Hessen, ist der Marburger Ortsteil informell verschwistert; einige Vereine unterhalten Partnerschaften mit den entsprechenden Vereinen beim „Namensvetter“.

### Kulturdenkmäler
Siehe Liste der Kulturdenkmäler in Wehrshausen

## Wirtschaft und Infrastruktur

### Wirtschaftsstruktur
In den letzten Jahren hat sich Wehrshausen zu einem Pferdestandort entwickelt. Es gibt zahlreiche Weideflächen, Unterstellplätze sowie eine Reithalle mit Reitplatz.
Läden, Geschäfte und Telefonzellen existieren nicht mehr; beim Hotel/Restaurant Dammühle gibt es jedoch einen Minigolfplatz und einen Seilgarten.

### Bildung
Die Grundschule Wehrshausen wurde zum Ende des Schuljahres 2020 geschlossen, da die vorgeschriebene Mindestschülerzahl von 13 nicht mehr erreicht wurde.
Im Teilort Neuhöfe befinden sich zwei Förderschulen in privater Trägerschaft:
- die Julie-Spannagel-Schule für Erziehungshilfe und psychisch Kranke; sie gehört zum St.-Elisabeth-Verein Marburg.
- die Daniel-Cederberg-Schule, eine Schule für Praktisch Bildbare; sie gehört zum Kerstin-Heim Neuhöfe, einer Einrichtung für geistig und mehrfachbehinderte Kinder und Jugendliche.

### Verkehr
Wehrshausen ist per Bus an Marburg angebunden. Nach Marburg führt die Kreisstraße 71, über die Kreisstraße 30 und die Landstraße 3092 ist Wehrshausen an die Bundesstraße 62 angebunden.
Nächste Bahnhöfe sind in Marburg und Sterzhausen.

## Persönlichkeiten
- Manfred Pohlen (1930–2024), Psychosomatiker, Psychiater, Neurologe, Psychoanalytiker und Lehranalytiker sowie Hochschullehrer, lebte in Wehrshausen.[24]